# Neuilly-le-Bisson
Neuilly-le-Bisson é uma comuna francesa na região administrativa da Normandia, no departamento Orne. Estende-se por uma área de 6,04 km². Em 2010 a comuna tinha 307 habitantes (densidade: 50,8 hab./km²).